# Denise Le Dantec
Pour les articles homonymes, voir Dantec.
Denise Le Dantec est une poète française née le 3 mai 1939 à Morlaix (Finistère). 

## Biographie
Ses parents sont instituteurs ruraux. Son père lui fait découvrir la musique, les langues étrangères, le dessin et la grammaire. Quant à sa mère, elle l'initie à l'histoire et à la botanique. Elle passe son enfance, pendant la guerre, chez ses grands parents au lieu-dit Le Guerveur à l'écart du village de Trémel (22) et voisin de la Mission Protestante qu'elle a longtemps fréquentée. La maison familiale a été incendiée dans la nuit du 3 au 4 août 1943 par des collaborateurs. Sa grand-mère, d'origine immigrée italienne, a joué un rôle important dans sa formation. Son père, Denis Le Dantec, fut fondateur et capitaine de la compagnie de maquisards de Rostang.
Après le collège Félix Le Dantec à Lannion, puis le lycée de Guigamp, elle intègre la Sorbonne, pour des études supérieures en philosophie et sciences humaines. Agrégée de Philosophie, elle a dirigé la Préparation à l'Agrégation de Philosophie au CNED de Vanves.
Denise Le Dantec a publié une cinquantaine d’ouvrages, parmi lesquels plusieurs sont consacrés à l’esthétique et à l’histoire des jardins. Entre 1966 et 1968, elle a également étudié le théâtre avec Tania Balachova.
Partagée entre l'Ile Grande (Côtes-d'Armor) et Paris, elle est l'auteure d'une œuvre variée, poétique, philosophique et romanesque. Elle est également l'auteur d'articles dans le Dictionnaire philosophique PUF et le Dictionnaire Culturel Robert. 
Son importante bibliographie (également traduite en anglais, en allemand, en chinois) lui a valu d'obtenir trois prix : Poésie-Bretagne (pour Les Fileuses d’étoupe), Prix de la Société des gens de lettres et le Prix de Poésie Wuhan (Chine) pour l'ensemble de son œuvre. Elle a fait la rencontre d'écrivains et poètes tels que Michel Leiris, Edmond Jabès, Salah Stétié, Claude Roy, André du Bouchet, Guillevic...
Denise Le Dantec est également peintre et a exposé à la Galerie Maeght à Barcelone en 2001, ainsi qu'à la Galerie Françoise-Livinec (Paris - Huelgoat) depuis 2O1O. Membre de la SACEM, elle a travaillé en collaboration avec Colette Magny (64-69) et réalisé le court-métrage " SGHIRIBIZZO" (Groupe Recherches Études Cinématographiques GREC), 1981, primé au Festival de Madère. Enfin, elle a reçu le Prix St Fiacre 2000 et a été marraine du Camélia "Côtes-d'Armor".
Elle a collaboré à plusieurs livres d'artiste avec Judith Wolfe, André Jolivet, Karen Coughlin, Monique Dollé-Lacour, Marine Joatton, Marie Alloy, Arthur-Luiz Piza, Juhanna Blomstedt, Thierry Le Saec, Maya Mémin, Vonnick Caroff, Marinette Coéco. 
Entre 1966 et 1968, elle enregistre ses textes dans plusieurs émissions radiophoniques de France Culture : Varsovie (1966) Cracovie (1967) et La rue Mouffetard (1968).
Le 24 mai 2002, dans "Surpris par la nuit", France Culture lui consacre une émission produite par Catherine Soullard, "Les roses du poulailler". 

## Œuvres
- Métropole, éd. P.J.Oswald, 1970
- Le Jour, éd. des Femmes, 1975
- Les Fileuses d'étoupe ou le Voyage en Cornouailles, revue Bretagnes n°2, printemps 1976, p. 5-10.
- Les Joueurs de go, Stock, 1977
- Le Bar aux oiseaux, livret musical (avec Patrice Fouillaud), 1980
- Le Voyage en Cornouailles, Calligrammes, 1981
- Marche dans les abers, illustrations Piza, éd. Qui Vive, 1983
- Mémoire des dunes, Folle Avoine, 1985
- Les Fileuses d’étoupe, Folle Avoine, 1985, Prix Poésie-Bretagne
- Le Roman des jardins de France : Leur histoire, avec Jean-Pierre Le Dantec, Plon, 1987
- Le Roman des roses, avec Jean-Pierre Le Dantec, Plon, 1989
- Reading the French Garden, MIT Press, 1990 (traduction du Roman des jardins de France)
- Splendeurs des jardins de Paris, en collaboration avec Jean-Pierre Le Dantec, Flammarion, 1991
- Suite pour une enfance, Des Femmes, 1992
- Le Journal des roses, François Bourin, 1994
- Emily Brontë, le roman d’une vie, éd. de L’Archipel, 1995
- Les campagnes heureuses, avec Claude Roy, Paroles d'aube, 1996
- Le Roman des jardins de France : Leur histoire, avec Jean-Pierre Le Dantec, Bartillat, 1998
- Île grande : Promenade première, Du Laquet Eds, 1999
- Le Livre du chagrin, roman, Bartillat, 1999
- Cantilena, Wigwam éditions, 2000
- Partition pour une île, Du Laquet Eds, 2000
- Guillevic et la Bretagne, Blanc Silex, 2000
- Sept soleils, Dana, 2000
- Herbe princière, avec Marinette Cueco, éditions François Janaud, 2001
- L’Estran autour d'Île Grande, Flammarion, 2002
- Le Pirate de l'île Lern, précédé de Un dialogue des cultures avec Charles Le Goffic, Coop Breizh, 2002
- Le Journal des roses, Bartillat, 2002
- Encyclopédie poétique et raisonnée des herbes, Bartillat, 2004
- Katabase, livre d'art avec Thierry Le Saëc, éd. de La Canopée, 2005
- Terres d’Égypte, de Dom et Jean Paul Ruiz, poèmes de Denise Le Dantec, Jean Paul Ruiz, 2007
- De l'achillée jaune à la yèble violette, les plantes tinctoriales, poèmes de Denise Le Dantec, illustré par Dom et Jean Paul Ruiz, Jean Paul Ruiz, 2007
- Les Jardins et les Jours, le jardin des Augustines, éd. du Rocher, 2007
- L’Homme et les herbes, éd. Apogée, 2009
- Journal de l'estran Ile Grande, La Part Commune, juin 2010
- L'Homme et les herbes, éd. Apogée, septembre 2010
- Arianrod", Livre d'artiste avec Maya Memin, éditions de Léon, 2011
- Herbes Médicinales, éditions Ruiz, 2011
- Roses célébrations, livre d'artiste avec Vonnick Caroff, 2011
- Quels infinis paysages ?, anthologie numérique dirigée par François Rannou, éditions publie.net, 2011
- Étonnante Flore de Bretagne, préface, éditions Cristel, juin 2012
- pas d'ici, pas d'ailleurs, anthologie poétique, édition Voix d'encre, 2012
- Bretagne est poésie, in Quel Temps fait-il ?, éditions Françoise Livinec, août 2013
- Cantilena, Thierry Le Saëc, 2013
- L'Ile Grande, André Jolivet (Le monde des îles, Voltje Éditions Ltd), 2014
- Les 3 choses du jour, La Rivière échappée, collection Babel heureuse, 2014
- Amo, André Jolivet, Voltje Éditions Ltd, 2014
- Villa Brune, livre d'art, éditions Ruiz, 2015
- Amore, avec Maya Memin, 2015
- Entretien avec Erwann Rougé, Revue Ar Men, mai-juin 2015[4]
- Le Rappel des jours, éditions La Part Commune, septembre 2015
- Et je t'embrasse, éditions Littérature mineure (Marie-Laure Dagoit), 2017
- Eloge au singulier, A Guillevic, éditions Le Silence qui Roule, 2019
- La Seconde augmentée, éditions Tarabuste, mars 2019
- 7 Soleils et autres poèmes, éditions L'Herbe qui tremble, janvier 2020
- Dors, dors, dors, éditions Le Petit Flou, 2020
- Enheduanna, éditions Atelier de l'Agneau, 2021
- La Strophe d'après, éditions Sans Escale, 2021
- Là où fleurissent, livre d'artiste avec Thierry Le Saec, éditions La Canopée, 2021
- Ô Saisons, Editions des Instants, 2O21
- Où est la biche ?, éditions Fidel Anthelme X, 2O23
- Ô châteaux, éditions Sans escale, 2O23
- La poésie est sur la table, éditions Unicité, 2023
- Scum, un rêve, éditions Al Dante / Presses du réel, 2O24
- Aussi bas que les fleurs, éditions Unicité, 2024